# Isotealia
Isotealia is een geslacht van zeeanemonen uit de familie van de Actiniidae.

## Soorten
- Isotealia antarctica Carlgren, 1899
- Isotealia dubia (Wassilieff, 1908)